# NGC 7662
NGC 7662，也稱為藍雪球星雲或科德韋爾22，是位於仙女座的一個行星狀星雲。這個星雲的真實距離並不很精確，依據Skalnate Pleso星表 (1951)是1,800光年，直徑20,00天文單位。稍後，C.R.O'Dell (1963)測量的距離是1,740秒差距或大約5,600光年，真實的大小也增加至0.8光年或大約50,000天文單位。在它的中心可以看見一顆暗淡的恆星，光度在12-16等之間。中心的恆星是一顆藍矮星，有著連續光譜，計算逤得的溫度是75,00K。這是所知的行星狀星雲中，中心恆星溫度最高的一顆。
NGC 7662是一顆很受業於觀測者喜愛的星雲，一架小的折射鏡就可以解析出恆星和輕微的雲氣。以6吋鏡放大100倍觀察，將可以看見藍色的盤狀。使用16吋或更大的口徑，可以看內部細微的顏色和亮度變化。 

## 圖集

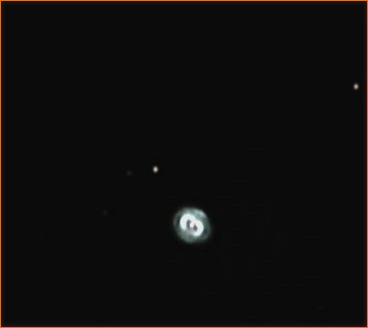

## 外部連結
- WikiSky上关于NGC 7662的内容：DSS2, SDSS, GALEX, IRAS, 氢α, X射线, 天文照片, 天图, 文章和图片